# Дмитриевка (Сосновский район)
Дмитриевка — село в Сосновском районе Тамбовской области России. Входит в состав Отъясского сельсовета.

## География
Расположен в пределах Окско-Донской равнины, в центральной части района. Слился фактически с селом Русское.
Климат
Находится, как и весь район, в умеренном климатическом поясе и входит в состав континентальной климатической области Восточно-Европейской равнины. В среднем в год выпадает от 350 до 450 мм осадков. Весной, летом и осенью преобладают западные и южные ветра, зимой — северные и северо-восточные. Средняя скорость ветра 4-5 м/с.

## История
В 1959 г. Указом Президиума Верховного Совета РСФСР село Святое переименовано в Дмитриевку. После переименования в районе стало три Дмитриевки — село, посёлок и деревня.

## Население
| 2010 |
| ---- |
| 21   |

## Инфраструктура
Личное подсобное хозяйство.

## Транспорт
Просёлочные дороги.